# Wolfgang Harsch
Wolfgang Harsch (* 15. Oktober 1942 in Langenargen; † 13. Februar 2024 in Berlin) war ein deutscher Psychiater, Psychoanalytiker und Autor.

## Leben
Nach dem Studium der Medizin in Erlangen und Heidelberg lernte er 1968 erstmals Texte von Karl Marx und Sigmund Freud kennen und Wolfgang Harsch entschied sich in Berlin für die Ausbildung zum Facharzt für Psychiatrie und Neurologie. 1980 promovierte er an der Freien Universität Berlin mit einer Arbeit über den „Begriff der psychischen Struktur in der Psychoanalyse“. Seine Ausbildung zum Psychoanalytiker machte er am Berliner Psychoanalytischen Institut der Deutschen Psychoanalytischen Vereinigung (DPV). Von 1981 bis 2007 praktizierte er als Psychoanalytiker in Karlsruhe. Schwerpunkt seiner Forschungstätigkeit war das Thema „Psychoanalyse und Geld“ und die Entwicklung einer psychoanalytischen Geldtheorie. Dazu gehörte auch seine Veröffentlichung zum Midaskomplex, um diesen – bezogen auf die unbewusste Bedeutung von Gold, Geld und Kapital – aus seinem Schattendasein herauszuführen und dem Ödipuskomplex an die Seite zu stellen. Wolfgang Harsch lebte zuletzt in Berlin.

## Schriften
- „Der Begriff der psychischen Struktur in der Psychoanalyse“, Berlin, Freie Universität, Fachbereich Medizin, Dissertation, 1980
- „Das Geld in den Theorien von Marx und Freud“, in: Psyche, Zeitschrift für Psychoanalyse 39 (5), S. 429–455, Stuttgart: Klett-Cotta, 1985
- Die psychoanalytische Geldtheorie, Frankfurt am Main: Fischer-Taschenbuch-Verlag, 1995; ISBN 3-596-12665-7
- „Psychoanalyse und Ökonomie“, in: Psyche, Zeitschrift für Psychoanalyse 52 (1), S. 1–29, Stuttgart: Klett-Cotta, 1998
- „Antisemitismus und Antimarxismus in Hitlers Mein Kampf“ in: Freie Assoziation, Heft 3, Münster: Daedalus Verlag, 1998
- „Psychoanalyse des Geldes“, in: „Geld“ mit Beiträgen von Dieter Borchmeyer, Wolfgang Harsch, Jochen Hörisch, Kardinal Lehmann, Manfred Osten, Otthein Rammstedt, Jürgen Siebke, Hans Tietmeyer, Heidelberg: Universitätsverlag C. Winter, 2002; ISBN 3-8253-1379-4
- Der Midaskomplex: Zur unbewussten Bedeutung von Gold, Geld und Kapital. Gießen: Psychosozial-Verlag 2012; ISBN 978-3-8379-2143-4
- Kindheit, Kapitalismus, Kommunismus – Die gesellschaftlichen Verhältnisse psychoanalytisch gedeutet. Hamburg: VSA-Verlag 2022 ISBN 978-3-96488-156-4